# Chapelle des évêques de Saint-Donat-sur-l'Herbasse
La chapelle des évêques de Saint-Donat-sur-l'Herbasse est un monument situé à Saint-Donat-sur-l'Herbasse, commune de la Drôme.

## Histoire
D'après la tradition, l'évêque de Grenoble, fuyant son diocèse à cause des invasions arabes aurait transporté les reliques de saint Donat à Jovinzieux. Au Xe siècle, l'évêque de Grenoble regagne son diocèse après avoir confié les reliques aux chanoines installés dans l'enceinte de l'ancien château des comtes de Bourgogne.
Construit au XIIe siècle, le bâtiment sert d’oratoire aux évêques de Saint-Donat. Il est alors situé à l'entrée du prieuré, seule voie d’accès aux bâtiments des chanoines et à l’église.
Les bâtiments sont agrandis et remaniés entre les XIe et XIIIe siècles. En 1289, ils sont la propriété des archevêques de Vienne, et en 1358 de la famille de Saluces. Les Huguenots détruisent partiellement les bâtiments en 1562. En 1613, les Jésuites du collège de Tournon en font l'acquisition.
La chapelle est classée à l'inventaire des monuments historiques le 30 mars 1906.
Des travaux sont entrepris à partir de 1887 et dans les années 1960, la chapelle est dallée, les baies démurées, les décorations  du Moyen Âge sont restaurées.

## Description architecturale
La façade nord donne sur l'ancienne entrée du prieuré. Elle est, entourée de colonnes reposant sur des lions qui sont très endommagés. L’abside de la chapelle est semi-circulaire. Elle repose sur une colonnette à chapiteau.
À l'intérieur : une fresque représentant un chevalier en armure sur son cheval, et des décorations murales datent du Moyen Âge. Ces décorations aux motifs géométriques sont situées sur la voûte décorée d’étoiles sur fond bleu et dans l’embrasure des fenêtres.
La façade nord donne sur l'ancienne entrée du prieuré. Elle est, entourée de colonnes reposant sur des lions qui sont très endommagés.

## Lieu de culte
La chapelle est toujours l'un des lieux de culte de la paroisse catholique : d'abord au sein du diocèse de Vienne et de l’archiprêtré de Romans, jusqu’au Concordat de 1802 qui institua les nouveaux diocèses, puis au sein du diocèse de Valence.
Au XXIe siècle, la chapelle est située sur le territoire de la paroisse Notre-Dame de la Valloire, créée en 2002, elle-même partie de l’unité pastorale Drôme des collines au sein du diocèse de Valence. En 2018, le culte catholique n'est plus célébré à Saint-Donat-sur-l'Herbasse.

## Pour approfondir